# Station Gouvy
Station Gouvy is een spoorwegstation langs spoorlijn 42 (Rivage - Gouvy) en de voormalige spoorlijn 163 (Libramont - Sankt-Vith) in de gemeente Gouvy. Het is een grensstation in de Belgische provincie Luxemburg bij de grens van het Groothertogdom Luxemburg.
In de loop van 2021 sloten de loketten hier hun deuren en werd het station een stopplaats.

## Geschiedenis
Het station van Gouvy werd geopend op 20 februari 1867 door de Compagnie des chemins de fer de l'Est, die de lijnen van de Compagnie Guillaume-Luxembourg zou exploiteren. Op die dag werd de spoorlijn tot aan Rivage geopend, evenals het deel van spoorlijn 45 tussen Trois-Ponts en Stavelot. Het resterende deel van die lijn tot aan Malmedy zou pas in 1914 volgen. Tevens werd ook het resterende deel van spoorlijn 44 geopend tussen Spa en Stavelot. Zo werd een internationale verbinding tussen Spa en Luxemburg in dienst gesteld, die geheel door de Compagnie française des chemins de fer de l'Est geëxploiteerd werd.
Reeds in 1872 werd de spoorlijn genationaliseerd. In 1885 kwam de verbinding naar Libramont gereed, later volgde ook de lijn naar Sankt-Vith. In 1986 resp. 1961 werden deze verbindingen opgeheven.
Het station van Gouvy ligt ongeveer twee kilometer ten noorden van de grens met het Groothertogdom Luxemburg. Het station ligt op ongeveer 470 meter hoogte. Ten noorden van station Gouvy bereikt spoorlijn 42 haar hoogste punt: ongeveer 490 meter (TAW). Hier steekt de spoorlijn de waterscheiding over tussen de Ourthe (nabij Gouvy) en de Amblève in het noorden.

## Treindienst
| Serie         | Treinsoort             | Route | Bijzonderheden                                                                                                  |
| ------------- | ---------------------- | --- | --- |
| IC 33         | Intercity (NMBS / CFL) | Liers – Luik-Guillemins – Gouvy – Luxemburg                                                              | Rijdt in het weekend 1×/2u. tussen Liers - Luxemburg.                                                           |
| P 7480/8480   | Piekuurtrein (NMBS)    | [ Hoei – Namen ] / [ Herstal – Luik-Sint-Lambertus – Luik-Guillemins – [ Rivage – Gouvy ] / [ Statte ] ] | Rijdt alleen op werkdagen. Een trein vanuit Herstal naar Gouvy. Twee treinen per richting tussen Hoei en Namen. |
| RE 7600P 7605 | Regional-Express (CFL) | Gouvy – Luxemburg                                                                                        | Rijdt alleen op werkdagen.                                                                                      |
| RE 8600P 8640 | Regional-Express (CFL) | Luxemburg – Gouvy                                                                                        | Rijdt alleen op werkdagen.                                                                                      |

## Galerij

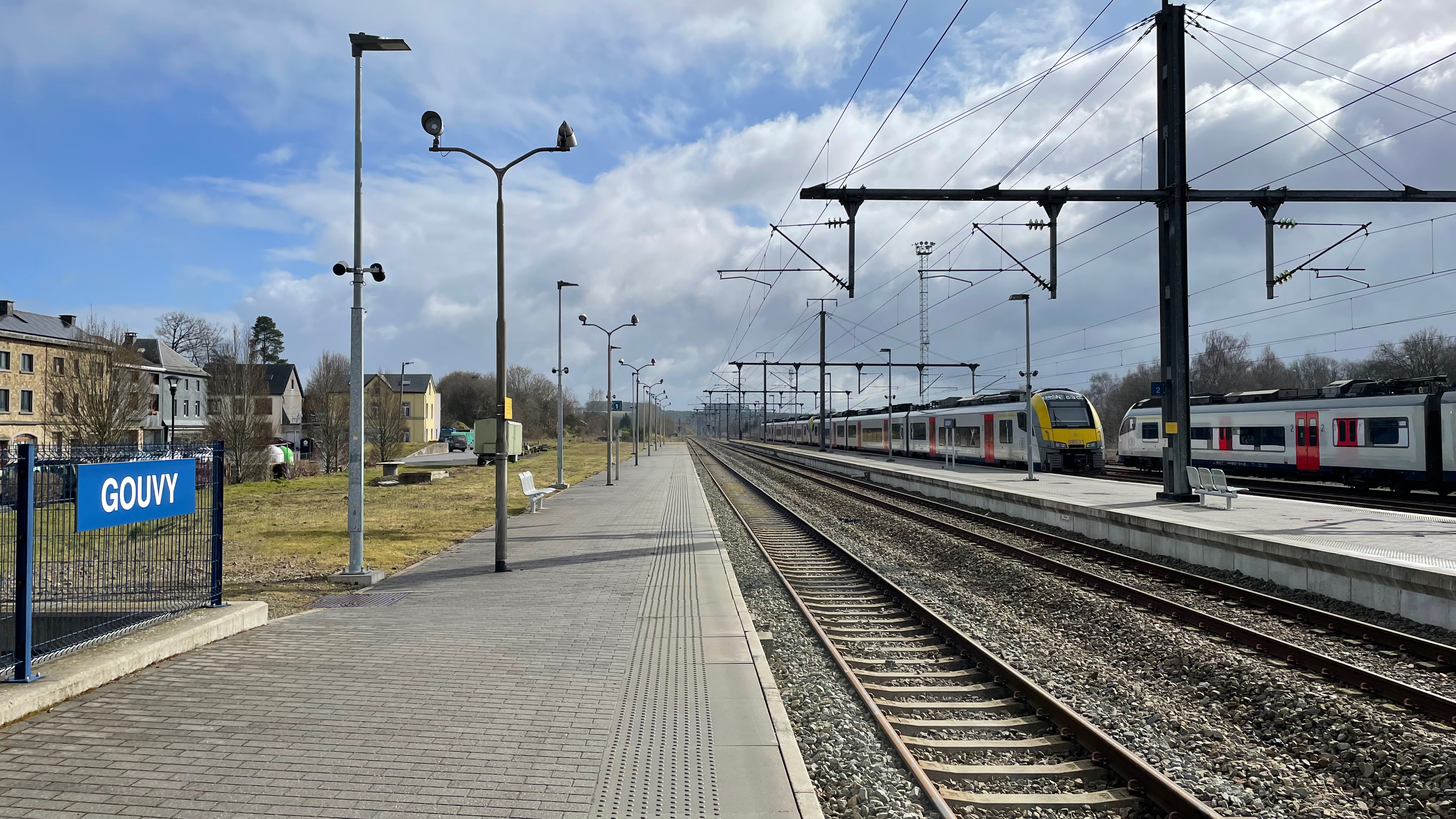
Zicht op het perron
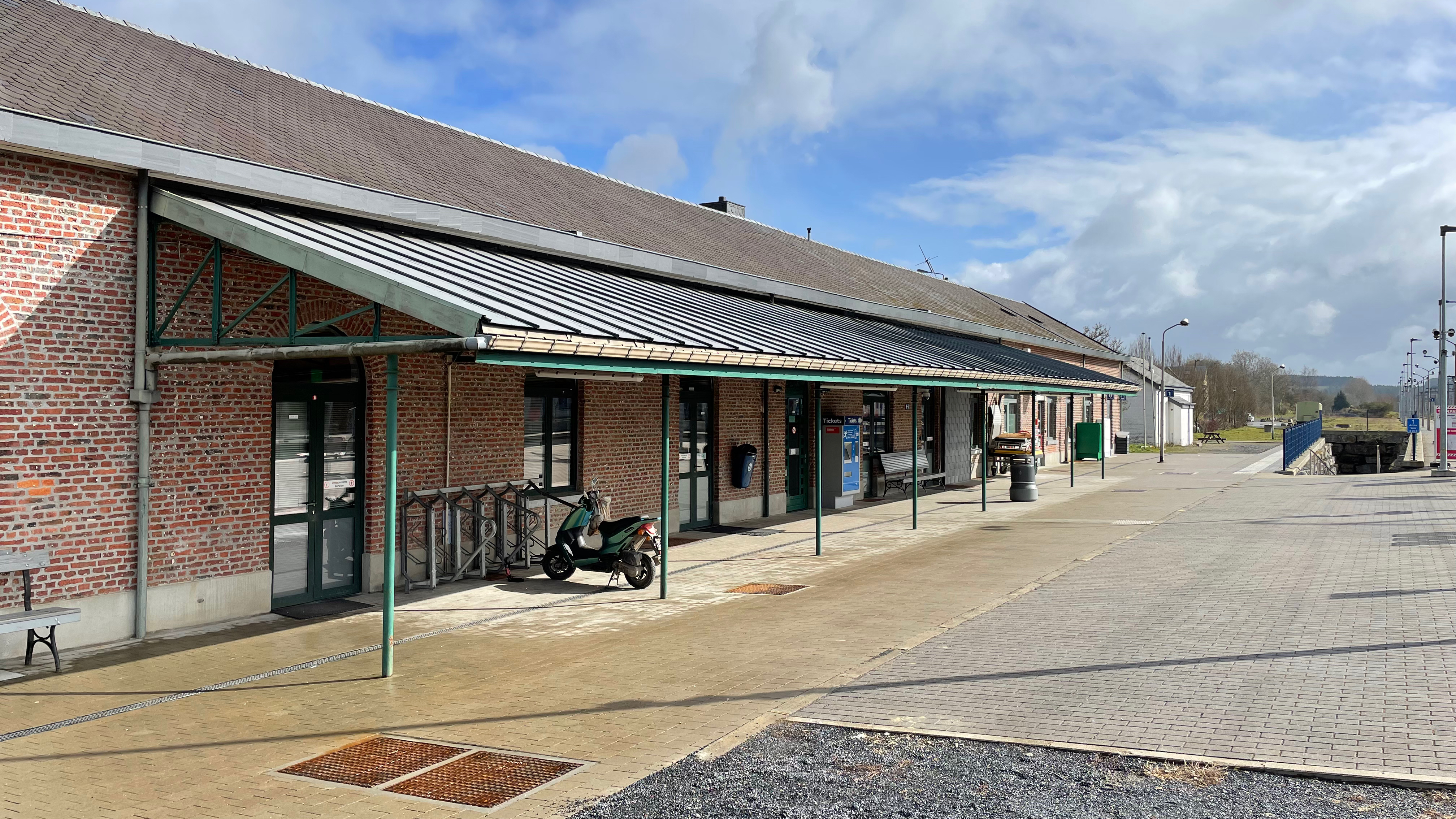
Stationsgebouw
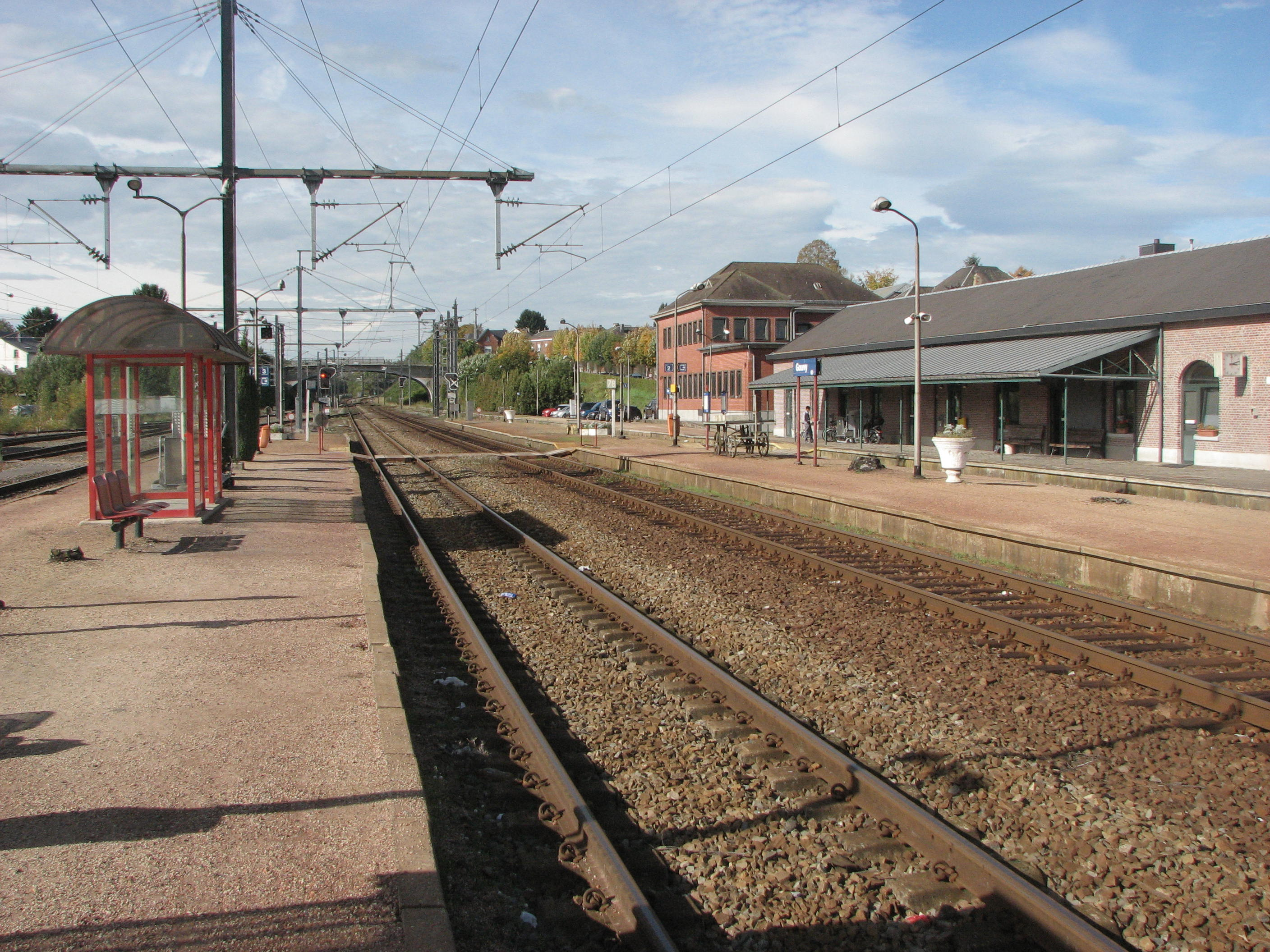
Het station in 2010

## Reizigerstellingen
De grafiek en tabel geven het gemiddeld aantal instappende reizigers weer op een week-, zater- en zondag.
| Tabel: aantal instappende reizigers station Gouvy | Tabel: aantal instappende reizigers station Gouvy | Tabel: aantal instappende reizigers station Gouvy | Tabel: aantal instappende reizigers station Gouvy |
|                                                   | Weekdag                                           | Zaterdag                                          | Zondag                                            |
| ------------------------------------------------- | ------------------------------------------------- | ------------------------------------------------- | ------------------------------------------------- |
| 1977                                              | 346                                               | 140                                               | 160                                               |
| 1978                                              | 307                                               | 203                                               | 148                                               |
| 1979                                              | 394                                               | 192                                               | 304                                               |
| 1980                                              | 358                                               | 174                                               | 281                                               |
| 1981                                              | 370                                               | 216                                               | 312                                               |
| 1982                                              | 324                                               | 189                                               | 292                                               |
| 1983                                              | 363                                               | 202                                               | 297                                               |
| 1984                                              | 192                                               | 82                                                | 165                                               |
| 1985                                              | 198                                               | 79                                                | 156                                               |
| 1986                                              | 148                                               | 69                                                | 191                                               |
| 1987                                              | 186                                               | 86                                                | 169                                               |
| 1988                                              | 164                                               | 71                                                | 83                                                |
| 1989                                              | 194                                               | 117                                               | 159                                               |
| 1990                                              | 241                                               | 118                                               | 121                                               |
| 1991                                              | 179                                               | 105                                               | 202                                               |
| 1992                                              | 129                                               | 103                                               | 157                                               |
| 1993                                              | 188                                               | 56                                                | 121                                               |
| 1994                                              | 177                                               | 71                                                | 116                                               |
| 1995                                              | 168                                               | 64                                                | 182                                               |
| 1996                                              | 150                                               | 81                                                | 137                                               |
| 1997                                              | 205                                               | 77                                                | 164                                               |
| 1998                                              | 255                                               | 85                                                | 148                                               |
| 1999                                              | 126                                               | 66                                                | 110                                               |
| 2000                                              | 132                                               | 47                                                | 103                                               |
| 2001                                              | 184                                               | 72                                                | 94                                                |
| 2002                                              | 165                                               | 51                                                | 110                                               |
| 2003                                              | 193                                               | 84                                                | 108                                               |
| 2004                                              | 170                                               | 56                                                | 159                                               |
| 2005                                              | 178                                               | 70                                                | 118                                               |
| 2006                                              | 185                                               | 76                                                | 116                                               |
| 2007                                              | 200                                               | 48                                                | 133                                               |
| 2008                                              | -                                                 | -                                                 | -                                                 |
| 2009                                              | 177                                               | 54                                                | 129                                               |
| 2010                                              | -                                                 | -                                                 | -                                                 |
| 2011                                              | -                                                 | -                                                 | -                                                 |
| 2012                                              | 200                                               | 56                                                | 172                                               |
| 2013                                              | 230                                               | 70                                                | 143                                               |
| 2014                                              | 223                                               | 72                                                | 172                                               |
| 2015                                              | 242                                               | 96                                                | 200                                               |
| 2016                                              | 235                                               | 93                                                | 203                                               |
| 2017                                              | 243                                               | 109                                               | 188                                               |
| 2018                                              | 214                                               | 85                                                | 133                                               |
| 2019                                              | 198                                               | 106                                               | 120                                               |
| 2020                                              | 211                                               | 64                                                | 133                                               |
| 2021                                              | -                                                 | -                                                 | -                                                 |
| 2022                                              | 263                                               | 128                                               | 217                                               |
| 2023                                              | 266                                               | 92                                                | 149                                               |
| 2024                                              | 268                                               | 306                                               | 341                                               |

0,0: Rivage ·
0,9: Liotte ·
5,7: Martinrive ·
8,2: Aywaille ·
11,4: Remouchamps ·
13,4: Nonceveux ·
17,0: Quarreux ·
19,0: Lorcé-Chevron ·
21,4: Stoumont ·
27,4: La Gleize ·
30,4: Roanne-Coo ·
32,6: Coo ·
34,8: Trois-Ponts ·
40,7: Grand-Halleux ·
45,7: Rencheux ·
46,7: Vielsalm ·
48,3: Salmchâteau ·
51,4: Cierreux ·
54,2: Bovigny ·
58,1: Gouvy
0,0: Libramont ·
3,5: Ourt ·
6,6: Bernimont ·
10,5: Wideumont ·
15,7: Rosières ·
18,9: Morhet ·
22,2: Sibret ·
24,2: Villeroux ·
28,7: Bastenaken-Zuid ·
29,8: Bastenaken-Noord ·
33,4: Bizory ·
38,9: Bourcy ·
44,6: Tavigny ·
52,5: Limerlé ·
58,9: Gouvy ·
66,4: Beho ·
69,0: Maldange ·
71,4: Weisten ·
74,2: Crombach ·
79,0: Sankt Vith